# Битка при пирамидите
Битката при пирамидите, наричана още битка при Ембабех, е битка между френската армия в Египет под командването на Наполеон Бонапарт и местните мамелюци.
Тя е част от френската Египетска кампания и в нея Наполеон прилага една от най-известните си военни тактики, т.нар. пехотен квадрат (всъщност правоъгълник), при който първата и втората част от армията формират фронта, а третата формира двете страни.
Наполеон нарича битката на египетските пирамиди, тъй като те били видими на хоризонта по време на битката.